# Puente de caballetes
Un puente de caballetes recibe este nombre debido a la utilización de marcos rígidos como soportes, en referencia a los apoyos en forma de "A" tradicionalmente usados para formar mesas en los banquetes. Es una tipología relativamente sencilla de origen antiguo, que ya se cita con este nombre en manuales de ingeniería militar del siglo XIX.
Está compuesto por una serie de tramos cortos soportados por dichos marcos. Cada marco de soporte es un castillete de celosía. Los puentes de caballetes tanto de madera como de hierro se utilizaron ampliamente en el siglo XIX, representando por entonces entre el 1 y el 3 por ciento de la longitud total de un ferrocarril promedio. En el siglo XXI, los caballetes de acero y algunas veces de hormigón se usan en ocasiones para atravesar valles particularmente profundos, mientras que los caballetes de madera todavía se pueden encontrar en ciertas áreas donde este material ha sido abundante y barato.
Durante el siglo XIX y principios del XX se construyeron muchos caballetes de madera con la expectativa de que serían temporales. Una vez que el ferrocarril estaba en funcionamiento, servían para transportar el material necesario para reemplazar los caballetes por otros tipos de obras más permanentes, para transportar y descargar el material de relleno empleado para convertirlos en terraplenes, o para el suministro de piedra o acero utilizados para su reemplazo por otros tipos de puentes de mayores luces, menos expuestos al efecto de las riadas y por lo tanto más duraderos.
A finales del siglo XX, máquinas como las traíllas hicieron más barato construir directamente un relleno de gran altura en lugar de construir primero un caballete desde el cual volcar el relleno. Los caballetes de madera siguen siendo comunes en algunas aplicaciones, especialmente para aproximaciones de puentes que cruzan cursos de agua, donde el relleno de tierras obstruiría peligrosamente el paso del agua produciendo inundaciones.
También se han usado en el diseño de los muelles elevados utilizados para descargar minerales desde el ferrocarril a las bodegas de buques de carga.

## Caballetes de madera

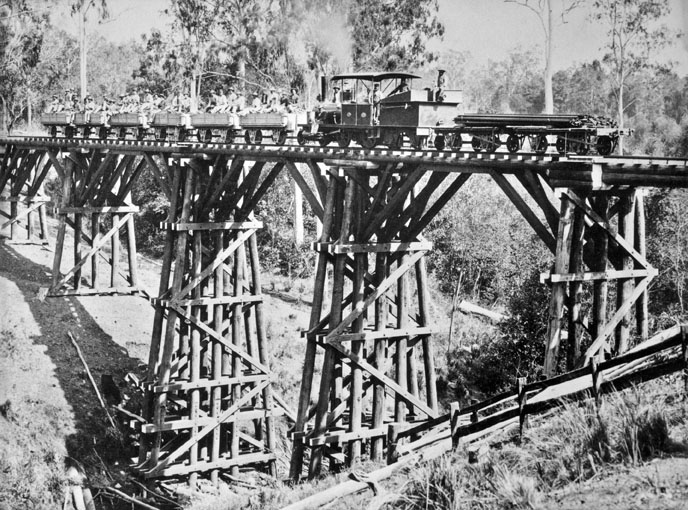
Puente de caballetes de madera. Queensland, Australia, 1900

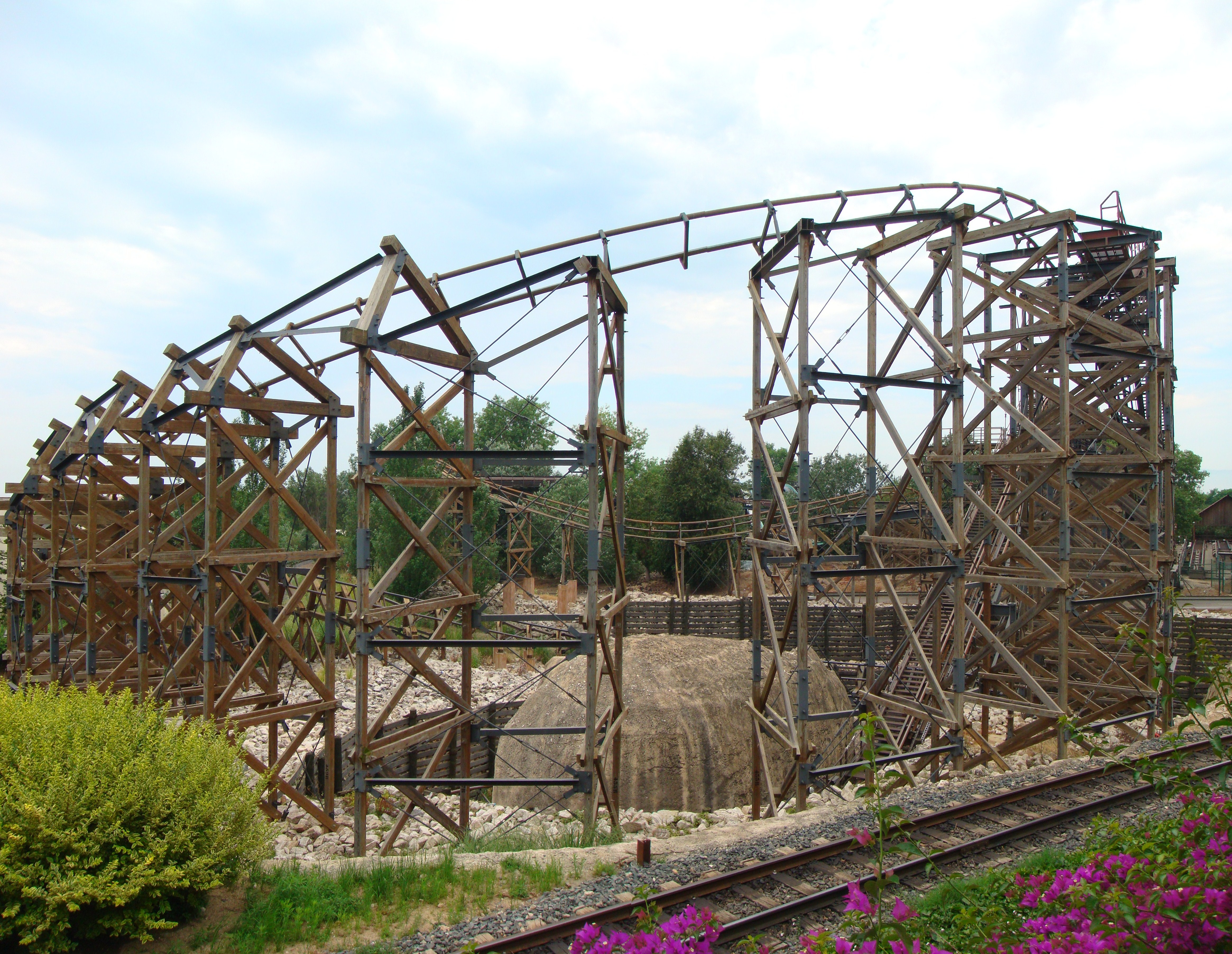
Montaña rusa con estructura de caballetes de madera (El Diablo, Port Aventura, (España))

Los puentes de caballetes de madera fueron bastante utilizados durante el siglo XIX en los ferrocarriles de los Estados Unidos, donde la riqueza forestal propiciaba este tipo de construcciones por su simplicidad, economía y facilidad de ejecución. Además, en algunas otras tipologías estructurales (como los puentes de sillería o de mampostería) debían construirse complejas cerchas también de madera para sujetar los arcos en construcción hasta alcanzar la clave, por lo que los caballetes de madera se convertían en una opción económicamente muy viable. Un problema habitual de estas estructuras de madera era el peligro de incendio debido a las chispas generadas por las locomotoras de vapor. Por ejemplo, el puente de Portageville (el puente de madera más alto de su época) se quemó en 1875, siendo reemplazado por una estructura de acero. Con la conversión a las locomotoras diésel se resolvió este problema, pero los puentes de madera también podían ser destruidos por incendios premeditados o verse afectados por incendios forestales en su entorno.
En el caso de las montañas rusas, muchas de ellas se construyen con madera, adoptando detalles de diseño similares a los de los puentes de caballetes. Esta configuración permite alcanzar alturas elevadas de forma económica, distribuyendo eficientemente las tensiones impuestas. Estas estructuras de madera, aunque limitadas en su trayectoria (no soportan bucles), poseen un especial encanto que es apreciado por los admiradores de este tipo de atracciones.

### En los Estados Unidos
Uno de los puentes de caballetes más largos construidos para el tráfico ferroviario cruzaba el Gran Lago Salado en Lucin Cutoff, en Utah. Fue reemplazado por un relleno de pedraplén en la década de 1960, sometido a un proceso de restauración posterior para intentar recuperar su aspecto original.
El Camas Prairie Railroad en Idaho utilizó muchos caballetes de madera en su línea principal y especialmente en el cruce del cañón de Lapwai. El viaducto de 1490 pies (454 metros) de longitud y 287 pies (87 metros) de altura a través del cañón Lawyers construido en acero es la excepción.
El corredor del Bonnet Carré Spillway en St. Charles Parish, Luisiana, (un aliviadero que permite regular las crecidas del río Misisipi) está atravesado por tres puentes de caballetes de madera, cada uno de alrededor de 1,5 mi (2,4 kilómetros) de longitud. Dos de ellos son propiedad del Ferrocarril Nacional Canadiense y el tercero pertenece al Ferrocarril del Sur de Kansas City. Los caballetes se terminaron en 1936, después de la construcción del aliviadero. Posiblemente son los puentes de ferrocarril de madera de esta tipología más largos que se mantienen en uso regular en América del Norte.
También se construyeron en madera muelles elevados sobre caballetes apoyados en marcos rígidos para soportar vías del ferrocarril, que se utilizaban para descargar materiales granulares (como minerales o cereales) a otros trenes o barcos situados por debajo de la estructura. En la parte superior del muelle, el material rodante (normalmente vagones tolva) abren las compuertas situadas en su parte inferior o en sus laterales para verter su carga. Muelles carboneros con caballetes de madera también se han usado para transferir carbón de los ferrocarriles mineros a los vagones. Llegaron a construirse estructuras de este tipo muy notables cuando el carbón era un combustible importante para la locomoción ferroviaria y los buques de vapor, antes de que fueran reemplazados por cargadores mecánicos durante el siglo XX. Se utilizaron en los puertos de los Grandes Lagos en Buffalo (en el lago Erie), y Sodus Point y Oswego (Nueva York) (ambos en el lago Ontario).
|  |  |  |  |  |

Otro ejemplo famoso, ya desaparecido, es el puente de Crown Point, una estructura de caballetes de madera de 150 m de longitud y 26 m de altura construida en 1870 para dar acceso al ferrocarril Virginia and Truckee Railroad a la ciudad minera de Virginia City en Nevada, durante la época en la que se explotaron las minas de plata de la veta Comstock.
Entre los puentes de caballetes de mayores dimensiones que se conservan en los Estados Unidos figuran el puente del cañón Goat en California, y el puente de Wilburton en el estado de Washington.

### En el Reino Unido
En el Reino Unido, los puentes de caballetes de madera fueron relativamente de corta duración como tipo estructural. Uno de sus usos principales fue cruzar los muchos valles profundos en el trazado del ferrocarril a través del condado de Cornwall. Todos ellos fueron reemplazados por viaductos de mampostería.
Pocos caballetes de madera sobrevivieron hasta el siglo XX. Dos que lo hicieron, y que todavía están en uso, cruzan el Afon Mawddach en la costa de Gales a unas pocas millas de distancia, en Barmouth y Penmaenpool. El primero, construido en 1867, es utilizado por los trenes pesados de la Cambrian Coast Line que viajan desde Inglaterra a través de Shrewsbury a las diferentes pequeñas ciudades de la bahía de Cardigan. También soporta un camino de peaje para peatones. Este cruce permite evitar que el tráfico ligero recorra una gran distancia alrededor del estuario para cruzar utilizando un segundo puente de caballetes, en Penmaenpool, que también es un puente de peaje; o que el tráfico pesado deba desviarse hasta Dolgellau, aún más arriba en el estuario.

## Caballetes de hierro
Los caballetes en hierro fundido o forjado se utilizaron durante el siglo XIX en la red ferroviaria en desarrollo en el Reino Unido. Generalmente consisten en algún tipo de viga de celosía sobre la que circula el ferrocarril, como en el viaducto de Crumlin, Belah y Meldon; aunque dos ejemplos inusuales, en Dowery Dell (demolido en 1962), y Bennerley utilizaban tableros soportados por vigas de celosía formadas a su vez por perfiles metálicos entramados.
En Estados Unidos un ejemplo destacado era el Puente de Kinzua en Pensilvania. Se trataba de un puente ferroviario de caballetes de hierro construido originalmente en 1882, con una altura de 92 m. Fue derribado por una fuerte tormenta en 2003.
En España se conservan dos ejemplos notables: el denominado Cable Inglés, un cargadero de mineral construido en 1904 en el puerto de Almería para descargar mineral desde el ferrocarril a los buques de transporte; y el muelle de mineral de la compañía Riotinto inaugurado en 1876 en el puerto de Huelva.
Chile cuenta con un ejemplo destacado, el viaducto de Conchi. Construido en 1888, cruza a 103 m de altura sobre el río Loa

## Caballetes de acero
Los puentes de caballetes de acero son estructuras modernas, con una larga vida útil prevista en comparación con los puentes de caballetes de madera. Ser menos susceptible a los daños por el fuego en zonas propensas a incendios forestales. El puente de Martinez (California), y los accesos al Puente Alto Kate Shelley cerca de Boone, Iowa, son ejemplos de puentes de caballetes de acero.
En Nueva Orleans se localizan algunos puentes de caballetes de acero en la carretera I-10, la Pontchartrain Expressway y en la Tulane Avenue. Además, caballetes de acero soportan el ferrocarril elevado que conduce hacia y desde el puente de Huey P. Long.
En Canadá, cerca de Montreal, se localiza el viaducto de Lethbridge, que con 1623 m de longitud y 95,7 m de altura es considerado uno de los mayores puentes de caballetes de acero del mundo. A pesar de sus enormes dimensiones, su máxima luz entre apoyos es de 34,67 m, y su luz característica de tan solo de 20,44 m. Fue inaugurado en 1908, formando parte del trazado del Ferrocarril Canadian Pacific. Otro ejemplo notable en el mismo país es el puente de Cap-Rouge, con un kilómetro de longitud y 53 m de altura.

## Caballetes de hormigón

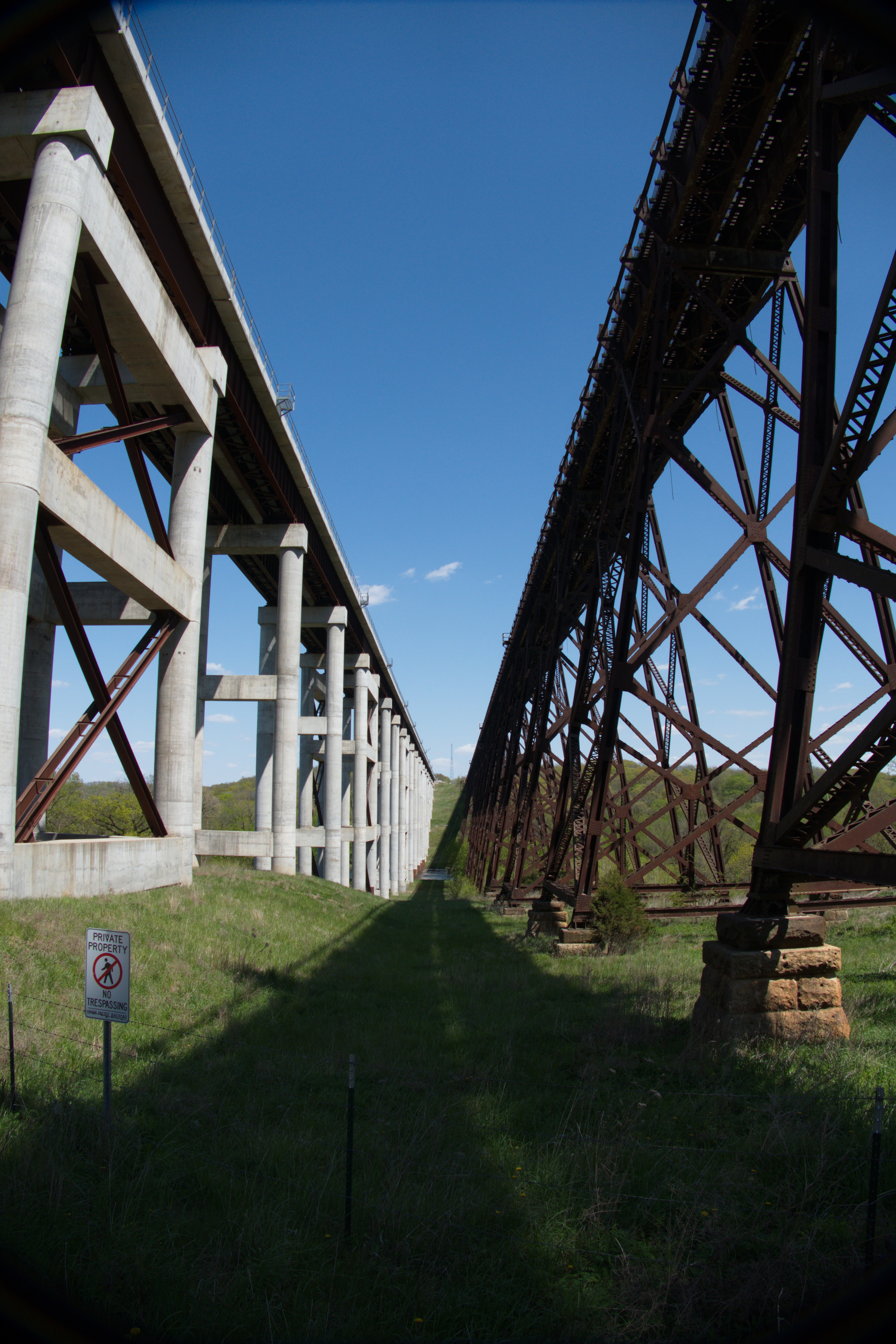
Caballetes de hormigón del Puente Alto Kate Shelley en Iowa

El nuevo Puente Alto Kate Shelley en Iowa utiliza caballetes de hormigón. Entre 2006 a 2009 la Union Pacific construyó un nuevo puente con caballetes de hormigón armado de doble vía junto al antiguo puente de caballetes de acero. El nuevo puente de doble vía tiene 857 m de largo y 57 m de altura. Se ha conservado el puente de caballetes de acero original.